# Amelia Chopitea Villa
María Amelia Chopitea Villa (Colquechaca, 20 de marzo de 1900-26 de enero de 1942) fue escritora y la primera médica boliviana.

## Biografía
Amelia Chopitea Villa nació en  Colquechaca, Departamento de Potosí, en 1900. Fue una de las hijas de Amelia Villa y Adolfo Chopitea. Sus hermanos fueron Elia, quien se convertiría en la segunda mujer médica en Bolivia, Lía, Elena, Ángela y Bertha Chopitea Villa.

## Carrera
En 1926, Villa se graduó por la Universidad San Francisco Xavier de Chuquisaca de Sucre, Bolivia, y luego continuaría, por una beca del Congreso Nacional, de septiembre de 1926, sus estudios en París, obteniendo así su titulación. Retornó a Bolivia, donde se convirtió en una prominente cirujana, especializada en ginecología y pediatría. Logró establecer el Pabellón Infantil en el Hospital Oruro. El gobierno boliviano la honró por su trabajo, por lo que fue incluida en el libro en español ¿Quién es quién en Bolivia? publicado en 1942, el mismo año de su deceso.

## The Dinner Party, de Judy Chicago
Amelia Villa es una de las 999 mujeres presentadas en la instalación de arte de Judy Chicago: The Dinner Party en el Museo de Brooklyn . Y está incluida en el Basamento Patrimonial. 